# Adel (Iowa)
Adel település az Amerikai Egyesült Államok Iowa államában, Dallas megyében, melynek megyeszékhelye is. Lakosainak száma 6153 fő (2020. április 1.).

## Népesség
A település népességének változása:

| 2010 | 3 682 |
| 2020 | 6 153 |